# Энтони, Сьюзен
Сьюзен Браунелл Энтони, или Сю́зан Бра́унелл Э́нтони (англ. Susan Brownell Anthony, 15 февраля 1820 — 13 марта 1906) — американская активистка и борец за гражданские права женщин, сыгравшая в XIX веке одну из ключевых ролей в суфражистском движении США. Кроме того, боролась за социальное равенство и против рабства.

## Биография

### Семья и ранние годы
Сьюзен Б. Энтони родилась в 1820 году в городе Адамс, штат Массачусетс, в семье квакера Дэниела Энтони, который имел непростые отношения со своей традиционалистской общиной, так как оказалось, что его невеста Люси Рид — не квакер; затем он примкнул к крылу Элиаса Хикса в квакерском Религиозном обществе Друзей. Отец Сьюзен был борцом за трезвость и аболиционистом, а её братья сыграли ещё более существенную роль в борьбе с рабовладением: Мерритт сражался на стороне Джона Брауна против рабовладельческих сил в гражданской войне в Канзасе, а Даниэль стал мэром Ливенуорте. Сестра Мэри тоже стала активисткой движения за права женщин и соратницей Энтони.
Сьюзен была названа в честь матери её матери Сюзаны и сестры её отца Сьюзен. В юности она и её сестры откликнулись на «большое увлечение средними инициалами», добавив средние инициалы к своим собственным именам. Сьюзен взяла букву «Б.» в качестве среднего инициала, потому что её тетя Сьюзен вышла замуж за человека по имени Браунелл. Сьюзен никогда не использовала имя Браунелл, и ей это не понравилось.
Девочка была не по годам развитым ребёнком и уже в три года умела читать и писать. В школе, следуя советам и передовым взглядам отца, активно интересовалась общественно-политической жизнью. По окончании школы Энтони работала учительницей в Рочестере, штат Нью-Йорк, куда её семья переехала в 1845 году. Во время преподавательской работы испытала на себе проблему гендерного неравенства: зарплата женщин составляла четвёртую часть от зарплаты мужчин.

### Общественная деятельность
Вскоре она начала активистскую деятельность, выступая за введение сухого закона, отмену рабства и введение избирательного права для женщин. В 1851 году она познакомилась с суфражисткой Элизабет Кейди Стэнтон, ставшей её подругой и напарницей в борьбе за социальные реформы. Вместе они основали женское общество трезвости штата Нью-Йорк после того, как Энтони было запрещено говорить на прогибиционистской конференции.
Затем в 1863 году в условиях гражданской войны в США они инициировали Женскую национальную лигу лояльности (англ. Women's Loyal National League), которая провела самую крупную петиционную кампанию в истории страны, собрав около 400 тысяч подписей с требованием 13-й поправки к Конституции США в поддержку отмены рабства. В 1866 году Сьюзен Энтони, Элизабет Стэнтон и Лукреция Мотт учредили Американскую ассоциацию за равные права (англ. American Equal Rights Association), выступавшую за равноправие всех граждан США — как женщин, так и афроамериканцев. В 1868 году Энтони вместе со Стэнтон и ведущим мужчиной-феминистом США Паркером Пиллсбёри начали издание еженедельной газеты «Революция» (The Revolution).
После Гражданской войны приверженность Энтони и её соратниц суфражизму вызвала раскол в движении за права женщин, когда она вместе с Элизабет Стэнтон и Фрэнсис Гейдж отказалась поддержать принятие 14-й и 15-й поправок к Конституции США в том виде, в котором их представили в Конгресс. Они требовали права голоса для всех взрослых, независимо от пола и расовой принадлежности, однако когда радикальный сторонник всеобщего избирательного права, конгрессмен-республиканец Тадеуш Стивенс передал в Конгрессе соответствующую петицию, законодатели отказались вносить изменения в поправки к Конституции.
В 1869 году Сьюзен Энтони, Элизабет Стэнтон и примкнувшая к ним афроамериканская феминистка Соджорнер Трут создали Национальную женскую суфражистскую ассоциацию. В свою очередь, Элизабет Блэкуэлл, Джулия Уорд Хау и Люси Стоун образовали Американскую женскую суфражистскую ассоциацию. Раскол был преодолён только в 1890 году, когда оба общества воссоединились.
В 1872 году Сьюзен Энтони была арестована за попытку проголосовать на президентских выборах. Главным аргументом Энтони на последовавшем судебном процессе стала Четырнадцатая поправка к Конституции США, где под понятием «гражданин» понимались «Все лица, родившиеся или натурализованные в Соединённых Штатах», что давало женщинам конституционное право принимать участие в выборах (аналогичной интерпретации придерживалась Виктория Вудхулл, ставшей первой женщиной-кандидатом в президенты США). В результате Энтони отделалась штрафом в 100 долларов, который так и не заплатила в знак протеста.
В 1876 году Энтони и Стэнтон начали сотрудничать с Матильдой Джослин Гейдж в работе над шеститомной «Истории женского избирательного права», в которую вошла детальная история, документы и письма, связанные с суфражистским движением.
Энтони много путешествовала по стране, выступая по 75—100 раз в год с лекциями в поддержку женского избирательного права. Она работает на международном уровне в движении в защиту прав женщин, играет ключевую роль в создании Международного совета женщин, существующего до сих пор.
В 1890 году путём слияния Национальной ассоциации за избирательные права женщин и Американской женской суфражистской организации была образована Национальная американская женская суфражистская организация (англ. National American Woman Suffrage Association), первым президентом которой стала Сьюзен Энтони.
Когда она впервые начинала кампанию в защиту прав женщин, Энтони высмеивали и обвиняли в попытках «разрушить институт брака». Однако общественное восприятие её деятельности начало коренным образом меняться на протяжении её жизни. Её 80-летие отмечалось в Белом доме по приглашению президента Уильяма Мак-Кинли.

### Наследие
Энтони вышла на заслуженный отдых в 1900 году. Скончалась она в 1906 году в Рочестере. Написанная ей совместно с Элизабет Стентон Девятнадцатая поправка к Конституции США (официально поправку в Конгресс в 1878 году внёс сенатор-республиканец от Калифорнии Аарон Саржент, который познакомился с Энтони в поезде в 1872 году), устанавливающая избирательное право для женщин, была введена уже после её смерти — в 1920 году. Тем не менее, она застала некоторые существенные изменения в положении женщин (так, при её жизни количество женщин-учащихся высших учебных заведений США возросло с 0 до 36 тысяч) и могла сказать за два года до смерти: «Мир ещё никогда не видел большей революции, чем в женской сфере в течение этих пятидесяти лет».
В 1936 году почтовое ведомство США выпустило свою первую почтовую марку в честь Энтони. Вторая марка в честь Энтони была выпущена в 1958 году. В 1979 году в США была введена в обращение однодолларовая монета, на которой была изображена Сьюзен Энтони; таким образом, она стала первой женщиной, изображённой на монетах США. Впоследствии она также чеканилась в 1980, 1981 и 1999 годах.
В соборе Святого Иоанна Богослова в Манхэттене, крупнейшем англиканском соборе в мире, размещена скульптура в честь четырёх духовных героев XX века (Сьюзен Энтони, Мартин Лютер Кинг, Альберт Эйнштейн и Мохандас Ганди).
День рождения Сьюзен Б. Энтони отмечают как памятный праздник борьбы за избирательные права женщин в Соединённых Штатах.